# Alcalá (revista)
Alcalá fue una revista universitaria española que existió durante la Dictadura franquista. Perteneciente al oficialista Sindicato Español Universitario (SEU), se editó en Madrid entre 1952 y 1955.

## Historia
La revista nació en 1952, a iniciativa del ministro de Educación nacional Joaquín Ruiz-Giménez. Editada por la jefatura nacional del Sindicato Español Universitario (SEU), tenía su sede en el número 44 de la madrileña calle Alcalá y el primer número apareció el 25 de enero de 1952. Su línea editorial vino a suceder a la desaparecida revista La Hora.
Tuvo una periodicidad quincenal y una tirada de 4000 ejemplares. Heredera de los principios de José Antonio, aceptaba sin embargo la tradición liberal como parte de su herencia. No obstante, la revista se vio sometida a la falta de autonomía editorial y a la intromisión de poderes externos. En 1954 inició su segunda época bajo la denominación de Alcalá. Revista de los estudiantes y con nuevo contenido. Su último número apareció el 25 de noviembre de 1955, fecha en que dejó de publicarse.
Por la dirección de la revista pasaron Jaime Suárez y Marcelo Arroita-Jáuregui. Entre los que colaboraron con la revista destacan Luis Felipe Vivanco, Leopoldo Panero, José María Valverde, Raúl Morodo, Rafael Sánchez Ferlosio, Carlos París, Fermín Yzurdiaga, Ignacio Aldecoa, Jorge Jordana, Gaspar Gómez de la Serna, Juan Antonio Bardem, Pedro Laín Entralgo, Jaume Ferran, Antonio Tovar, Dionisio Ridruejo, Xavier Zubiri, José Luis López Aranguren o Juan Velarde Fuertes. También Javier Herrero.